# Frank Lovejoy
Frank Andrew Lovejoy junior (* 28. März 1912 in der Bronx, New York; † 2. Oktober 1962 in New York City, New York) war ein US-amerikanischer Schauspieler.

## Leben und Karriere
Frank Lovejoy wurde als Sohn eines Verkäufers, der auch zeitweise für das Filmstudio Pathé arbeitete, in der Bronx geboren. Während des Schwarzen Donnerstags war er ein Botenjunge an der Wall Street und nannte dies rückblickend eine frühe Lehrstunde in Sachen Drama, da er nackte Emotionen beobachten konnte. Nach einem Besuch bei der New York University begann er seine Schauspiellaufbahn beim Theater. Im September 1934 machte er sein Broadway-Debüt im Stück Judgment Day und trat dort in den folgenden Jahren noch häufiger auf. Prominenz erlangte er allerdings zunächst vor allem durch seine Rollen in Hunderten von Radiohörspielen, an denen er von den 1930er-Jahren bis zu seinem Tod mitwirkte. In der NBC-Krimireihe Night Beat sprach er von 1950 bis 1952 die Hauptrolle eines ehrenhaften Zeitungsreporters.
Ab Ende der 1940er-Jahre war Lovejoy auch in Hollywood tätig, wo er substanzielle Nebenrollen erhielt und manchmal auch als Hauptdarsteller auftreten konnte. Er spielte besonders häufig in Film noirs, oft zynische oder zähe Kerle. In Nicholas Rays Ein einsamer Ort (1950) stellte er einen mit Humphrey Bogart befreundeten Polizisten dar; in Gordon Douglas’ Ich war FBI Mann M.C. (1951) verkörperte er einen Spion innerhalb der Kommunistischen Partei, der unter Lebensgefahr gerät; und in Ida Lupinos Der Anhalter (1953) wird er von einem mörderischen Psychopathen gekidnappt. Er übernahm jedoch auch Rollen in anderen Genres, so als Verehrer von Joan Crawford in der Komödie Goodbye, My Fancy (1951) oder als Polizist im 3D-Horrorfilm Das Kabinett des Professor Bondi (1953) neben Vincent Price.
Ab den 1950er-Jahren trat Lovejoy auch im Fernsehen auf und war neben vielen Gastrollen Hauptdarsteller der kurzlebigen Serien Man Against Crime (1956) und Meet McGraw (1957–1958). Für seine Mitwirkung an einer Fernsehadaption von Frau ohne Gewissen  beim Lux Video Theatre wurde er bei der Primetime-Emmy-Verleihung 1955 in der Kategorie Bester Darsteller Einzelauftritt nominiert. In den letzten Lebensjahren wandte sich Lovejoy wieder vermehrt dem Theater zu und spielte unter anderem in der erfolgreichen Broadway-Komödie The Best Man von Gore Vidal einen skrupellosen Politiker.
Nach einer kurzen Ehe mit Frances Williams von 1939 bis 1940 heiratete er noch im Scheidungsjahr die Schauspielerin Joan Banks (1918–1998). Die beiden hatten zwei Kinder und blieben bis zu Lovejoys Tod verheiratet. Er starb im Alter von nur 50 Jahren plötzlich an einem Herzinfarkt. An Lovejoy erinnert ein Stern auf dem Hollywood Walk of Fame in der Kategorie Fernsehen.

## Filmografie (Auswahl)
- 1948: Die schwarze Maske (Black Bart)
- 1949: Home of the Brave
- 1950: 6.6. 6 Uhr 30 – Durchbruch in der Normandie (Breakthrough)
- 1950: Aufruhr in Santa Sierra (The Sound of Fury)
- 1950: Ein einsamer Ort (In a Lonely Place)
- 1950: Frauengeheimnis (Three Secrets)
- 1950: Südsee-Vagabunden (South Sea Sinner)
- 1951: Goodbye, My Fancy
- 1951: Ich war FBI Mann M.C. (I Was a Communist for the F.B.I.)
- 1951: In all meinen Träumen bist Du (I’ll See You in My Dreams)
- 1951: Keinen Groschen für die Ewigkeit (Force of Arms)
- 1952: Feuerschutz für Stoßtrupp Berta (Retreat, Hell!)
- 1953: Das Kabinett des Professor Bondi (House of Wax)
- 1953: Der Anhalter (The Hitch-Hiker)
- 1953: Zurück am Broadway (She’s Back on Broadway)
- 1953: Der brennende Pfeil (The Charge at Feather River)
- 1954: Brückenkopf X (Beachhead)
- 1954: Verwegene Landung (Men of the Fighting Lady)
- 1955: The Crooked Web
- 1955: In geheimer Kommandosache (Strategic Air Command)
- 1956: Mord in den Wolken (Julie)
- 1956: Man Against Crime (Fernsehserie, 9 Folgen)
- 1957–1958: Meet McGraw (Fernsehserie, 42 Folgen)
- 1958: Die Draufgänger von San Fernando (Cole Younger, Gunfighter)
- 1962: Bus Stop (Fernsehserie, Folge County General)